# Cyclone post-tropical

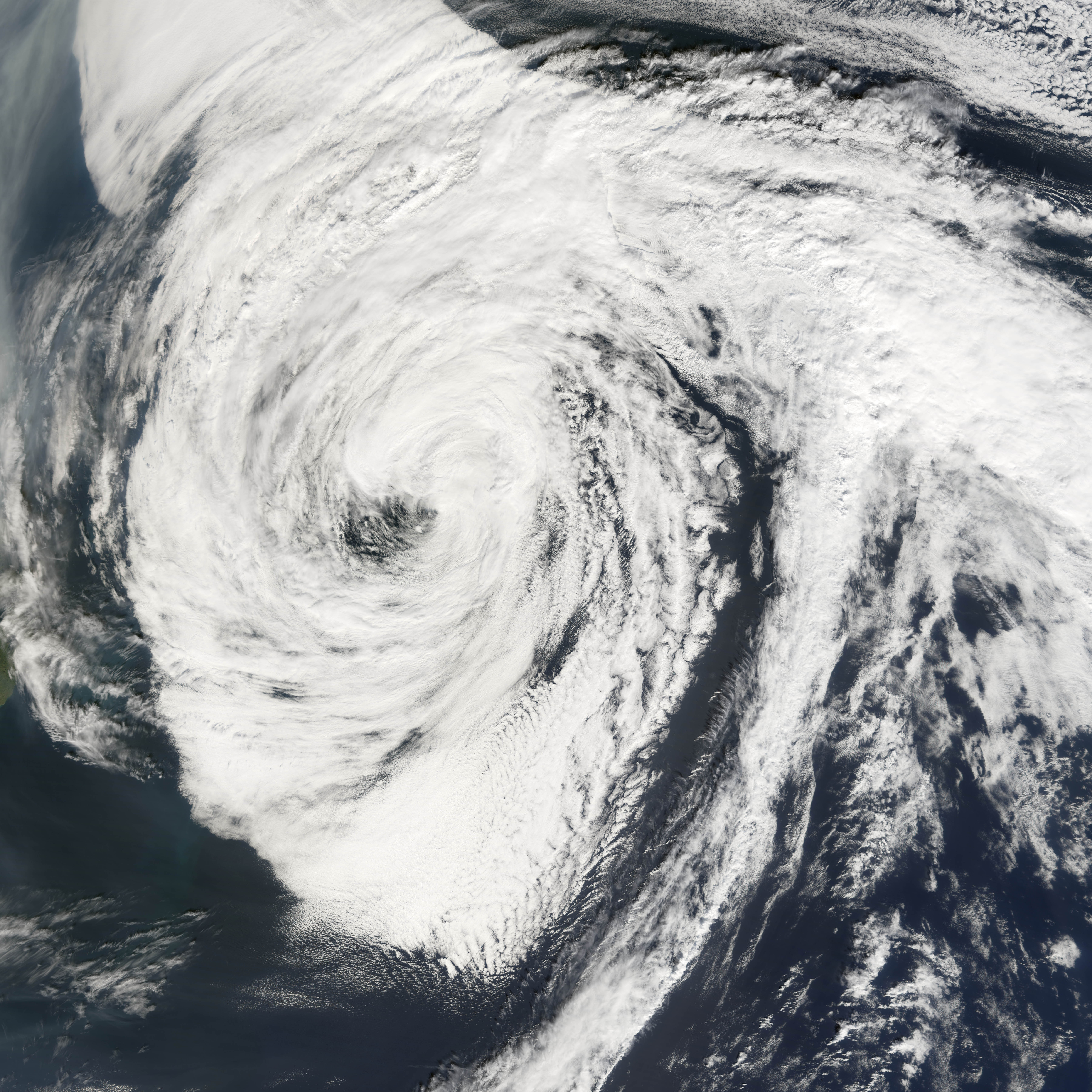
L’ouragan Florence de 2006 dans l'Atlantique nord après sa transition d'ouragan en cyclone extratropical

Un cyclone post-tropical est la phase transitoire d'un cyclone tropical qui perd ses caractéristique tropicales en entrant dans les latitudes élevées. Selon les masses d'air en présence à ce moment, il deviendra un cyclone extratropical, s'il se joint à un système frontal, ou une dépression résiduelle dans le cas contraire et que ses vents sont inférieurs à 34 nœuds (63 km/h). Il est à noter que le cyclone post-tropical gardera le nom du cyclone tropical dont il provient (ex. cyclone post-tropical Igor),.

## Origine du terme
La terminologie fut utilisée la première fois par le Centre canadien de prévision des ouragans en 1998 lors de la tempête tropicale Bonnie afin de continuer le message auprès du public que la tempête est encore dangereuse même si elle n'est plus tropicale. En 2008, le National Hurricane Center des États-Unis a commencé à utiliser ce terme avec la tempête tropicale Laura pour la même raison et pour différencier les deux possibles résultats (extratropical/résiduel). Le concept fut adopté par le service météorologique américain le 15 mai 2010.
Météo-France classe les « dépressions post-tropicales » des systèmes tropicaux dans le sud-ouest de l'océan Indien en transition extratropicale ou en perte de caractéristiques tropicales depuis la saison des cyclones de 2012-2013. Une fois le processus terminé, les dépressions sont toutes reclassés en tant que dépressions extratropicales.
En Australie, le Bureau de météorologie n'utilise pas cette terminologie et qualifie un ancien cyclone tropical de « cyclone ex-tropical ».

## Description du processus
La dissipation des cyclones tropicaux est causée par l'augmentation de la friction de surface lorsqu'ils entrent dans les terres ou par la perte de leur source de chaleur en passant sur des eaux plus froides. L'augmentation du cisaillement des vents avec l'altitude et l'apport d'air sec, comme celui d'une couche d'air saharien, va également inhiber la convection orageuse nécessaire à leur maintien. Ces éléments peuvent se produire dans la zone tropicale et on a alors dissipation du cyclone en convection désorganisée.
Les cyclones tropicaux se transforment cependant souvent en cyclones extratropicaux à la fin de leur existence tropicale. En général, la transition s'amorce entre les 30° et 40° de latitude lorsqu'ils sont capturés dans la circulation rapide d'ouest à ces latitudes.  Lors de la transition, le cyclone amorce son entrée dans une masse d'air en altitude plus froide. Sa source d'énergie passe alors du relâchement de chaleur latente, par la condensation provenant des orages en son centre, en processus baroclinique. 
Le système de basse pression perd ensuite son cœur chaud et devient un système à cœur froid ou post-tropical. La tempête alors peut devenir une dépression résiduelle, si elle ne se trouve pas de système frontal dans les environs, ou un cyclone extratropical, si elle se joint à des fronts environnants et/ou est absorbée par une importante dépression baroclinique.
La taille du système semble alors croître mais son cœur faiblit. Alors qu'une dépression résiduelle se dissipera, le cyclone extra-tropical, une fois la transition achevée, pourra reprendre en puissance, grâce à l'énergie baroclinique si les conditions environnementales sont favorables. Le cyclone modifiera aussi sa forme, devenant graduellement moins symétrique.

## Transition non post-tropicale
Si un cyclone tropical dégénère en onde tropicale, il ne peut pas être qualifié de post-tropical et sera appelé « ex-nom du cyclone tropical ».